# Военный инцидент (Родина)
«Военный инцидент» (лат. «Casus Belli») — пятый эпизод шестого сезона американского драматического телесериала «Родина», и 65-й во всём сериале. Премьера состоялась на канале Showtime 19 февраля 2017 года.

## Сюжет
Секу (Дж. Маллори Маккри) публично идентифицирован как водитель фургона Medina Medley, который взорвался в Нью-Йорке. Кэрри (Клэр Дэйнс), которой приходится навестить семью Секу, оставляет Куинна (Руперт Френд) наблюдать за её дочерью, пока не прибудет няня Латиша. Появляется сообщение о том, что Кэрри была общественным защитником, которая вела переговоры об освобождении Секу, и большая толпа журналистов и разгневанных протестующих собираются возле квартиры Кэрри. Женщина-репортёр подходит к входной двери, чтобы взять интервью. Куинн силой заводит репортёра в дом, жёстко допрашивает её и кидаёт её вниз по лестнице дома, что только ещё больше провоцирует толпу. Протестующие начинают кидать камни в дом; Куинн стреляет одному из них в плечо. Латиша прибывает посреди хаоса. Она хочет уйти вместе с Фрэнни, но Куинн не позволяет ей. Полиция Нью-Йорка окружает квартиру и рассматривает эту ситуацию как ситуацию с заложником. Кэрри натыкается на Конлина (Доминик Фумуса), который требует знать, где она получила телефонную запись, но Кэрри не разглашает тайну. Кэрри затем находит Роджера (Иэн Кан), чтобы предупредить его о скором расследовании, но Роджер настаивает, что это не он отправил Кэрри запись.
Избранного президента Кин (Элизабет Марвел) доставляет в безопасное место её секретная служба, возглавляемая агентом Томсом (Джеймс Маунт). Она становится расстроенной в течение дня, так как ей предоставлен нефункционирующий телевизор, и узнаёт, что телефонная связь с любым из её сотрудников почти невозможна. После брифинга с Кин, Дар (Ф. Мюррей Абрахам) подбирает Сола (Мэнди Патинкин) в аэропорту. Сол объясняет, как он нашёл выброшенную пачку сигарет Нафиси в комнате наблюдения, в которой Нафиси не должен был быть, и предполагает, что интервью было, возможно, уловкой, организованной Моссадом.
Отряд ESU пытается войти в квартиру Кэрри, но Куинн обезоруживает офицера, который первым проникает туда, заставляя их отменить заход. Кэрри, узнав о ситуации от Конлина, возвращается домой и пытается объяснить ситуацию полиции. Ей разрешают войти, чтобы попытаться поговорить с Куинном. Куинн пытается объяснить Кэрри, что у него на телефоне есть доказательство, что за Кэрри шпионили, и поэтому полиция не отпустит его. Пока они говорят, ESU штурмует квартиру. Кэрри бросает Куинна на пол и защищает его от возможного вреда. Куинна взяли под стражу в полиции без дальнейших инцидентов. Позже Кэрри находит телефон Куинна и, просматривая его фотографии, видит фотографии таинственного человека через улицу и видит, как кто-то смотрит через жалюзи.

## Производство
Режиссёром эпизода стал Алекс Грейвз, а сценарий написал исполнительный продюсер Чип Йоханнссен. Название эпизода отсылается к латинскому выражению «Casus belli», что означает «случай для войны» или «военный инцидент». «Casus belli» также на турецком означает «шпион известен».

## Реакция

### Реакция критиков
Эпизод получил рейтинг 100%, со средним рейтингом 8.23 из 10, на сайте Rotten Tomatoes, чей консенсус гласит: «Напряжённый, эмоциональный и напоминающий о предыдущих эпизодах „Родины“, „Военный инцидент“ возвращает свою ведущую леди к напряжённому повествованию с высоки ставками, в котором она действительно процветает.»
Ширли Ли из «Entertainment Weekly» дала эпизоду оценку B+, сказав: «Это солидный эпизод, сажающий семена для второй половины сезона и поднимающий интригующие вопросы.» Брайан Таллерико из «New York Magazine» оценил эпизод на 4 звезды из 5. Будучи с оговорками о том, как быстро обострилась ситуация с противостоянием Куинна, Таллерико похвалил выступление Френда и сказал, что сцены были «напряжёнными и действительно хорошо сняты.»

### Рейтинги
Во время оригинального показа, эпизод привлёк внимание 1.07 миллиона зрителей.